# Scopuloides leprosa
Scopuloides leprosa är en svampart som först beskrevs av Bourdot & Galzin, och fick sitt nu gällande namn av Boidin, Lanq. & Gilles 1993. Scopuloides leprosa ingår i släktet Scopuloides och familjen Meruliaceae.   Inga underarter finns listade i Catalogue of Life.